# Deberes feudales
Los  Deberes  fueron el conjunto de obligaciones financieras, militares y legales recíprocas entre la nobleza guerrera en un sistema feudal. En Europa se resumían en la fórmula auxilium et consilium. Estos deberes se desarrollaron en Europa y Japón, con la descentralización del imperio y debido a la falta de liquidez monetaria, a medida que grupos de guerreros se hicieron cargo de las esferas sociales, políticas, judiciales y económicas del territorio que controlaban. Mientras que muchos deberes feudales se basaban en el control de una parcela de tierra y sus recursos productivos, incluso los caballeros sin tierra tenían contraídas obligaciones feudales como el servicio militar directamente a la instancia de su señor. Los Deberes feudales no fueron siempre iguales en el tiempo o entre diferentes países. Y en su posterior desarrollo también se incluyeron funciones de deberes desde y hacia la población campesina.
De esta forma los deberes funcionaron en ambos sentidos, tanto arriba como abajo de la jerarquía feudal; sin embargo, aparte de la distribución de la tierra, y el mantenimiento de los sin tierra, la obligación principal del señor feudal era proteger sus vasallos, tanto militarmente de las incursiones, como judicialmente a través de la justicia de la corte.

## Inmunidades
Además de las tierras, el señor podía conceder lo que se llamaba «inmunidades», pero tenían derechos para llevar a cabo funciones gubernamentales tales como la recaudación de impuestos y los peajes, la realización de los procesos judiciales, así como la acuñación de dinero. Había obligaciones contingentes que el señor tenía que hacer, como el deber de recuperar un feudo que fue rechazado por un heredero. A veces, especialmente en los reinos francos, un señor otorgaba un feudo a un conjunto de hombres en lugar de a un solo vasallo. Estas concesiones fueron llamadas bando, e incluyeron una amplia autonomía gubernamental, o inmunidades.

## Deberes del vasallo
Los deberes contraídos por un vasallo para con su señor se pueden clasificar en cuatro tipos: militar (auxilium), deberes de la corte (consilium), impuestos especiales (ayudas) e incidentes. Los deberes militares incluyen el servicio personal, provisión de tropas (recaudación de impuestos), y más tarde scutagium en lugar del servicio, estos deberes también incluían el trabajo en fortificaciones, caminos y puentes, por lo tanto los trinoda necessitas. Los deberes de la corte abarcaban todo, desde la seguridad (ser un guardián) a través de la prestación de asesoramiento o consejo, proporcionando escuderos y también en algunos casos, proporcionando de facto rehenes. Las ayudas, a menudo nombradas ayudas feudales, era el dinero debido a ciertos eventos, como contribuir al rescate del señor, o los eventos de desfiles de la corte como en los matrimonios reales. Los incidentes incluir cosas tales como un negociado de retroceso al señor después de ser concedido un feudo (cortésmente nombrado recibido), el deber de alimentar y alojar el señor y su séquito cuando visitara su casa, permitiendo que al señor cazar o pescar en su tierra y estar sujetos a los derechos señoriales residuales de tutela sobre la herencia las minorías, y la incautación tras una quiebra de herederos o incumplimiento de sus obligaciones feudales.

## Deberes feudales eclesiásticos
En Europa, las tierras de la iglesia también tenían deberes feudales. Mientras que algunos eclesiásticos proporcionan el servicio militar directo, la mayoría de los sustitutos contratados, pagaron con el scutagium o franquicia, o más tarde convirtieron el deber militar con uno de oración de Frankalmoin. Las Tenencias de Thomas de Littleton, que tal vez aparecieron hacia 1470 como una actualización de un tratado predecesor que databa de un siglo atrás, y que según se dice fue escrito bajo el reinado de Eduardo III de Inglaterra, contiene una sección sobre Frankalmoin.

Y los que sostienen en frank-almoign están obligados por derecho ante Dios a hacer oración, oraciones, misas, y otros servicios divinos, por las almas de su otorgante, y por las almas de sus antepasados que están muertos, y por la prosperidad y buena vida y buena salud de sus herederos, que están vivos. Y por lo tanto, no le darán lealtad a su señor ... porque, que este servicio divino es mejor para ellos delante de Dios, que cualquier acto de fidelidad; y también porque estas palabras (frank-almoign) excluyen al señor para que tenga algún servicio terrenal o temporal, pero para que se le haga únicamente servicio divino y espiritual, etc.